# Герман Борхерс
Герман Карл Генріх Борхерс (нім. Hermann Karl Heinrich Borchers; 5 грудня 1910, Райнсторф, Люнебург — 31 серпня 1974, Берлін) — офіцер військ СС, штурмбанфюрер військ СС. Кавалер Лицарського хреста Залізного хреста.
Старший брат пілотів люфтваффе Адольфа і Вальтера Борхерсів, також кавалерів Лицарського хреста Залізного хреста.

## Біографія
Син фермера Вільгельма Борхерса. 1 листопада 1928 року вступив у СА. В 1931 році побував у Англії та Бельгії, де вивчав відповідно англійську і французьку мови. 25 серпня 1934 року вступив у СС (посвідчення № 257 879), вийшов з церкви і вступив у лейбштандарт. 1 травня 1935 року вступив у НСДАП (партійний квиток № 3 601 330). 1 квітня 1936 року поступив в юнкерське училище СС в Брауншвейгу, пройшов курс командира взводу в Дахау. 1 травня 1937 року зарахований в особистий штаб рейхсфюрера СС і, одночасно, в кадрове управління охоронної поліції Любека. З 3 січня по 28 травня 1938 року пройшов перший курс лейтенанта поліції в поліцейському училищі Берліна-Кепеніка.
З 30 січня 1940 року — в штабі кадрового управління СС. З лютого 1941 року — командир роти 26-го поліцейського полку. 2 січня 1942 року очолив курс підготовки кандидатів в офіцери поліції, які мали служити в Норвегії. Відіграв важливу роль у навчанні майбутніх поліцейських норвезької мови. 20 серпня 1942 року повернувся в Німеччину і пройшов курс офіцера колоніальної поліції. З 25 січня 1943 року — у відділі заміни автотранспортних засобів СС. З 15 лютого 1943 року — командир 1-ї роти 19-го панцергренадерського полку СС 9-ї танкової дивізії СС «Гогенштауфен». З 1 липня 1944 року — командир 1-го батальйону свого полку. Відзначився у боях з британськими військами в районі Сент-Мартіна: Борхерс разом із своїми солдатами захопив важливу висоту, розбив 2 танкових роти і зупинив танкову атаку, під час якої в полон потрапив командир танкової роти.

## Сім'я
2 березня 1940 року одружився з Ельфрідою Ліфка. 6 грудня 1940 року в подружжя народився син.

## Звання
- Анвертер СС (25 серпня 1934)
- Манн СС (25 серпня 1934)
- Роттенфюрер СС (1 листопада 1935)
- Юнкер СС (1 квітня 1936)
- Штандартенюнкер СС (1 жовтня 1936)
- Штандартен-обреюнкер СС (16 лютого 1937)
- Унтерштурмфюрер СС (20 квітня 1937)
- Лейтенант охоронної поліції (1 травня 1937)
- Оберштурмфюрер СС і обер-лейтенант охоронної поліції (9 листопада 1938)
- Гауптштурмфюрер СС (30 січня 1940)
- Штурмбаннфюрер військ СС (9 листопада 1944)

## Нагороди
- Відзнака Німецької асоціації порятунку життя
- Німецький кінний знак в бронзі
- Почесний кут старих бійців
- Німецька імперська відзнака за фізичну підготовку в бронзі
- Спортивний знак СА в бронзі
- Йольський свічник
- Почесна шпага рейхсфюрера СС
- Медаль «За вислугу років у СС» 4-го і 3-го ступеня (8 років)
- Хрест Воєнних заслуг 2-го класу з мечами (3 січня 1942)
- Залізний хрест
  - 2-го класу (28 квітня 1944)
  - 1-го класу (8 липня 1944)
- Нагрудний знак «За танкову атаку» в бронзі (17 травня 1944)
- Лицарський хрест Залізного хреста (16 жовтня 1944) — як гауптштурмфюрер СС і командир 1-го батальйону 19-го панцергренадерського полку СС 9-ї танкової дивізії СС «Гогенштауфен».